# Bart Gets Hit by a Car
"Bart Gets Hit by a Car" är det tionde avsnittet av den andra säsongen av den amerikanska, animerade komediserien Simpsons. Avsnittet sändes i amerikansk TV för första gången den 10 januari 1991.

## Handling
Mr. Burns bil kör på Bart när han åker på sin skateboard. Bart får en utanför kroppen-upplevelse, där han åker på en rulltrappa av guld och kommer till himlen. Som brukligt är gör Bart raka motsatsen till vad han blir tillsagd (håll i räcket och spotta inte över kanten), och blir därför skickad till helvetet. Väl där möter han Djävulen. Han svävar in i sin kropp igen, och vaknar upp i en säng på sjukhuset. Bart har fått mindre skador, en bula i pannan och en bruten tå, men inget allvarligt. Lionel Hutz, en jurist, kommer in i rummet och föreslår att Homer ska stämma Mr. Burns. Burns erbjuder Homer 100 dollar, men han vägrar ta emot dem utan går till Lionel Hutz. Hutz lovar Homer en ersättning på minst 1 000 000 dollar. De går till läkaren Nick Riviera, som säger att Bart är svårt skadad. En bild på ett fingeravtryck visade enligt honom egentligen brutna revben. Marge tvivlar dock på Dr. Nicks kompetens.
Homer stämmer Mr. Burns, och Bart ger sitt (överdrivna) vittnesmål om hur han lekte oskyldigt, ända tills "dödens lyxbil" träffade honom, och Burns återger sin (ännu mer överdrivna) version av händelsen, i vilken han var på väg till barnhemmet för att dela ut leksaker när Bart, i vild fart, åkte in i bilen. När juryn ser misstroende på Mr. Burns, skriker han till sina advokater och beordrar dem att föra Homer och Marge till hans hus. På hans herrgård erbjuds Homer 500 000 dollar om han tar tillbaka stämningen. Homer och Marge diskuterar saken, men Homer vägrar att gå med på förlikningen, med argumentet att Mr. Burns vet att han kommer förlora rättegången och blir tvungen att betala en miljon dollar till dem. När Marge säger att åtalet bygger på falska bevis drar Burns tillbaka erbjudandet.
Under rättegången kallas Marge till vittnesbåset. I hennes version kritiserar hon Dr. Nick för att vara en låtsasdoktor, som är mer angelägen om att sätta bandage på Bart än att få honom bättre, medan hon säger att Julius Hibbert, deras första läkare, är mer seriös. Hon ombeds att beskriva Barts mentala skador. Hon är dock inte säker på hur allvarliga de egentligen är, men hon nämner att han var hemma från skolan i tre dagar, och när hon bes sätta ett pris på hur mycket de förlorat, säger hon att Bart skulle fått 5 dollar om han kunnat gå ut med soporna. Marges ärliga berättelse förstör Hutzs mål. Senare ger Burns Homer ett nytt bud, nu på 0 dollar, vilket Hutz råder honom att ta. Trots att Bart nu får bra behandling och börjar må bättre efter rättegången, är Homer nedslagen över att Marge gjorde så att han förlorade en miljon dollar. Han går ner till Moe's. Marge, som förstår att något är fel, följer efter honom till Moe's och ber Homer att förlåta henne för vittnesmålet, men han svarar att han inte är säker på att han kan älska henne längre. När han ser henne i ögonen inser han dock att han gör det och han känner sig gladare, och de kysser varandra.

## Debuter
Figurer som gör sina första framträdanden i detta avsnitt är:
- Dr. Nick Riviera
- Lionel Hutz
- Den blåhåriga advokaten